# Francisco Bastarreche Díez de Bulnes
Francisco Bastarreche Díez de Bulnes   (Cadis, 11 d'agost de 1882 - Madrid, 12 de maig de 1962) fou un militar i polític espanyol. Participant de la guerra civil espanyola, és considerat un dels principals responsables de la massacre de la carretera Màlaga-Almeria el febrer de 1937.
Fill d'Asunción Díez de Bulnes Morales de los Rios i Félix Bastarreche Herrera, el 1898 va iniciar la carrera militar com a aspirant de Marina a l'Escola Naval Flotant, establerta a Ferrol a bord de la fragata Astúries. El 1915 es va casar a Ferrol amb Maria de la Concepción Moreno Fernández, germana de Salvador i Francisco Moreno Fernández, anomenats, després de la guerra civil, ministre de Marina i marquès d'Alborán, respectivament. Va ser l'avi del magistrat José Yusty Bastarreche.
En el cop d'estat de 18 del juliol de 1936, es va alinear amb els colpistes declararant l'estat de guerra a Marín, on es va autodeclarar alcalde. El Govern de la República el va expulsar de l'Exèrcit el 26 de juliol de 1936. Durant la Guerra Civil, va ser nomenat comandant del creuer Canarias, una de les tres naus que, el febrer de 1937, van bombardejar a civils que fugien de Màlaga, davant la imminent arribada per terra de les tropes franquistes a la ciutat. El 1938 va ser designat conseller nacional de Falange Española Tradicionalista y de las JONS.
El 2 d'agost de 1941, va ser ascendit a Almirall sent nomenat capità general del Departament de Marina de Cartagena fins que va passar a la reserva el dia 14 d'agost de 1950. Entre 1941 i 1944, va signar i va confirmar més de cinquanta sentències de pena de mort dictades pels tribunals de l'Armada a Cartagena.

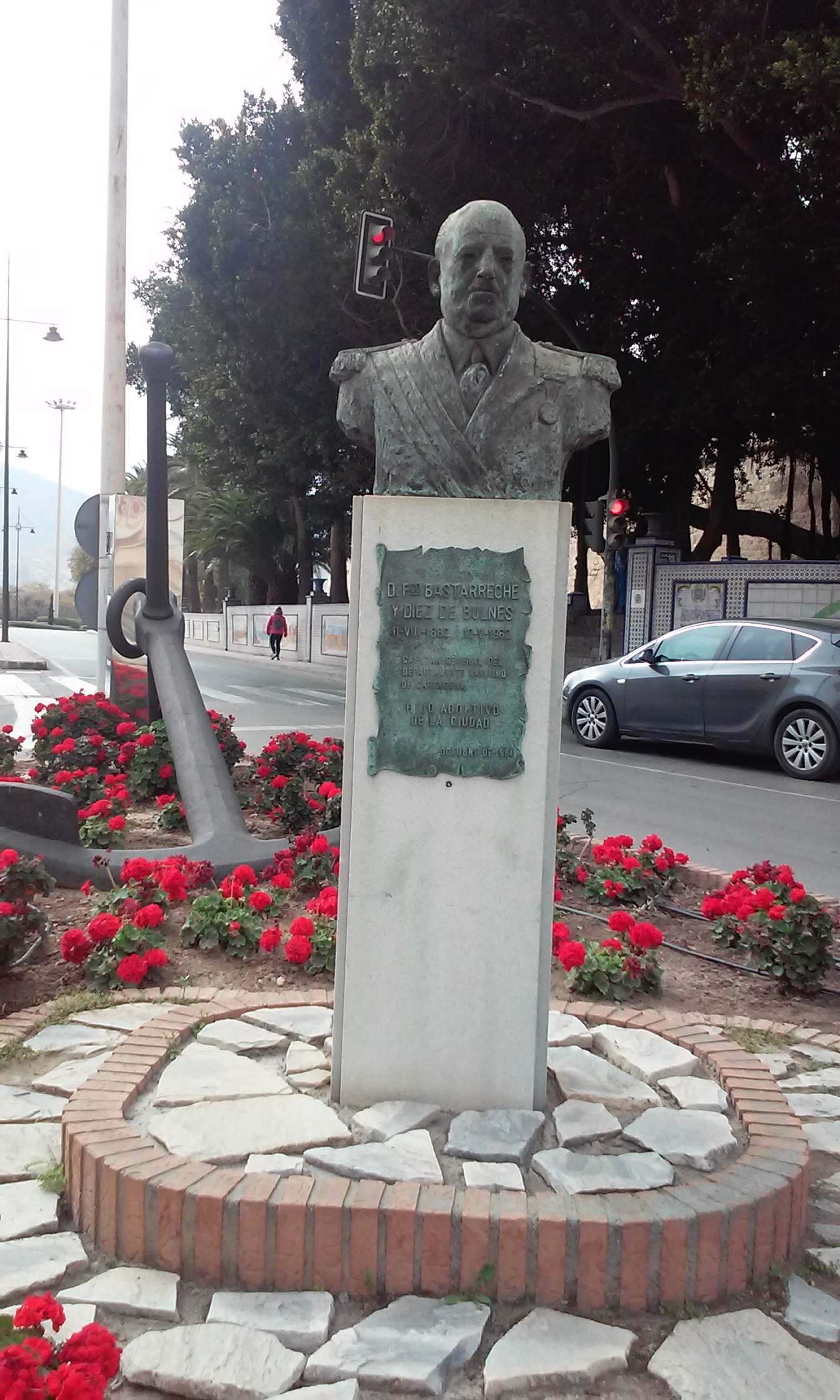
Bust de Bastarreche a Cartagena, abans de la seva retirada en 2016.

El 2017, pels fets de la massacre de la carretera Màlaga-Almeria de 1937 i per la seva participació en actes de repressió durant el franquisme, el municipi d'Alhama de Múrcia va retirar un bust en el seu honor, va reanomenar un carrer i li va retirar el títol de fill adoptiu de la localitat, en compliment de la llei de Memòria Històrica. De la mateixa manera, l'ajuntament de Cartagena va treure el seu bust de l'espai públic.